# Andrea Ranocchia
Andrea Ranocchia (Assís, Itàlia, 16 de febrer de 1988) és un exfutbolista italià que jugava com a defensa. Va ser internacional absolut amb la selecció italiana des de 2010.

## Trajectòria
Ranocchia va iniciar la seva carrera com a futbolista professional a la SS Arezzo, equip amb el qual va debutar en la Serie B als 18 anys d'edat. L'agost de 2008, el Gènova el va fitxar i el va cedir al Bari, on va guanyar el campionat de la Sèrie B. La temporada següent va fer el seu debut en la Sèrie A formant un duo en la defensa juntament amb Leonardo Bonucci. Una vegada que va acabar la cessió a Bari, va tornar a la plantilla del Gènova per la disputar la temporada 2010-11. El juliol de 2010, l'Inter de Milà va comprar la meitat dels drets del defensa, però va seguir al Gènova. Ranocchia va fer el seu debut amb el Gènova en el primer dia del campionat, el 28 d'agost contra l'Udinese Calcio.
El 27 de desembre, el president del Gènova, Enrico Preziosi va anunciar que havia venut la segona meitat dels drets a l'Inter per la quantitat de 12,5 milions d'euros. El seu debut amb la samarreta nerazzurri es va produir el 12 de gener de 2011 en la victòria del seu club per 3-2 contra el Gènova en la Copa d'Itàlia 2010-11. El seu debut en competició internacional, es va produir el 23 de febrer de 2011, en el partit d'anada dels vuitens de final de la Lliga de Campions davant el FC Bayern de Múnic d'Alemanya. Va ostentar la capitania de l'Inter durant la temporada 2014-15, després d'heretar el braçalet de Javier Zanetti.

## Internacional
Com a internacional italià, ha passat per la selecció sub-20 i sub-21, amb la qual va aconseguir el tercer lloc en l'Europeu de 2009. Amb la selecció italiana absoluta, ha estat internacional en 21 ocasions, fent el seu debut el 17 de novembre de 2010, en un partit amistós davant Romania que va finalitzar 1-1.